# Rosita, la Monstrua de las Cuevas
Rosita, la Monstrua de las Cuevas è un mostro femmina dal manto turchese, personaggio di Sesame Street.
La sua esecutrice è Carmen Osbahr.
Lei ha origini messicane (infatti il suo scopo nel programma è di insegnare lo spagnolo ai bambini americani) e sa suonare la chitarra classica.
Rosita debutta nella 35 stagione di Sesame Street. Nelle sue prime apparizioni, Rosita era identificata come un pipistrello (infatti la prima versione del burattino di Rosita aveva una membrana sotto le braccia a 'mo di ali); ma dopo poco tempo, i produttori capirono che Rosita non assomigliava affatto ad un pipistrello: così la seconda versione del burattino perse le ali e da quel momento in poi viene considerata un mostro.